# Montagne Sepulcher
La montagne Sepulcher, en anglais Sepulcher Mountain, littéralement en français « montagne du sépulcre », est un sommet montagneux situé dans le parc national de Yellowstone, dans le comté de Park au Wyoming aux États-Unis. Elle culmine à une altitude de 2 940 m. Elle se trouve à mi-chemin entre le pic Electric et Mammoth Hot Springs. Son sommet est accessible par un sentier de 11,6 km depuis l'embouchure du ruisseau Clematis Creek à Mammoth Hot Springs.
La montagne Sepulcher est nommée ainsi par le capitaine de l'armée américaine John Whitney Barlow en 1871 en raison de sa ressemblance avec une crypte lorsqu'il est vu depuis Gardiner.